# Александр Сангушкович
Александр Сангушкович (ум. после 1491) — государственный деятель Великого княжества Литовского, князь кошерский  (до 1475 — после 1491), староста владимирский (около 1460—1480), наместник кременецкий (1484—1490).

## Биография
Представитель каширской линии литовского княжеского рода Сангушек герба «Погоня». Сын князя луцкого, ратненского и каширского Сангушко Федковича (ум. 1455). Братья — князь ратненский, наместник брацлавский и винницкий Василий Сангушкович (ум. до 1475), князь каширский Иван Сангушкович (ум. до 1475) и князь ковельский Михаил Сангушкович (ум. после 1511).
В 1440-1446 годах князь Александр Сангушкович получил от великого князя литовского Казимира Ягеллончика привилей на имение Лошицы. В 1446-1451 годах он упоминается вместе с князем волынским Свидригайло, когда подписывал его привилеи в качестве свидетеля.
В 1454 году князь Александр Сангушкович упоминается как брат князя Семёна Романовича Кобринского в завещании его жены.
Около 1460-1480 годов он исполнял обязанности старосты владимирского, которые ему лично доверил король, прибывший с королевой во Владимир-Волынский. В судебном процессе по имению Свинюхи в 1513 году князь Андрей Александрович Сангушко, староста владимирский заявлял, что эту усадьбу держал его отец князь Александр Сангушкович, когда он был старостой владимирским.
В 1475 году князь Александр Сангушкович вместе с братом Михаилом получил вместо Тростяницы, которую король взял себе, Сошно в Берестейском повете, Хвалимичи, Заечицы и Шишковичи во Владимирском повете. В том же году братья Александр и Михаил Сангушковичи разделили между собой свои родовые имения: первый взял Сошно, Влодаву и Шумино, а второй — Хвалимичи, Тышковичи, Заечицы и Волковичи, а также 100 коп грошей доплаты от брата. В том же году князь Александр Сангушкович упоминался в качестве свидетеля в тяжбе князей Збаражских. Он упоминается в качестве старосты владимирского на первом месте рядом со старостой луцким Михаилом Монтовтовичем и маршалком Волынской земли Олизаром Шиловичем. В 1482 году он купил у Тетенёвских усадьбу Тетенёвмчи и Баймаковичи на реке Случи.
В 1484 году староста кременецкий Александр Сангушкович купил у шляхтичей Тетенёвских усадьбу Новоселец за 60 коп. Король Казимир Ягеллончик пожаловал князю Александру Сангушковичу в 1486 году 20 коп грошей с луцкой таможни, в 1488 году — 2 раза по 10 коп с берестейского карча[неизвестный термин], а также 10 коп грошей с луцкой таможни, а в 1489 году — вначале 15 коп грошей, затем 20 коп грошей с луцкой таможни.
Около 1490 года, вероятно, в связи со старостью, Александр Сангушкович оставил должность наместника кременецкого. В 1491 году он вел тяжбу за имение Новосельцы с дворянами Тетенёвскими. Александр Сангушкович утверждал, что приобрел эту усадьбу у них за 60 коп. В этой тяжбе одним из судей являлся князь Андрей Михайлович Чарторыйский, наместник кременецкий.
После 1491 года князь Александр Сангушкович скончался.

## Семья
Был дважды женат. Имя и происхождение его первой жены неизвестно. Вторично женился на вдове Андрея Волотовича.
Дети от первого брака:
- Михаил Александрович Сангушко (ум. после 1491 / до 1501), князь Каширский

Дети от второго брака:
- Андрей Александрович Сангушко (ум. 1534), князь Каширский, наместник кременецкий (1498—1502), брацлавский и винницкий (1500—1501), староста владимирский (1508—1531), маршалок Волынской земли (1522—1534)